# Старо Нагоричане
Старо Нагоричане или понякога Старо Нагоричани или Старо Нагоричино (на македонска литературна норма: Старо Нагоричане) е село в община Старо Нагоричане в североизточната част на Северна Македония.

## География
Селото е разположено в областта Средорек в подножието на планината Руен, на десния бряг на река Пчиня.

## История

### „Свети Георги“
В село Старо Нагоричане се намира средновековната църква „Свети Георги“, издигната върху останките на по-ранна църква, която вероятно е била построена от византийския император Роман IV Диоген (1068-1071). Археологическите разкопки показват, че тази по-стара църква е имала монументални размери и е била изградена от големи каменни блокове. Няма точни данни кога е построена, как е изглеждала и кога е била разрушена. През 1313 година сръбски крал Милутин решава да изгради нова църква на същото място. Нейната архитектура е в стила на представителните църкви от началото на XIV век, възникнал в резултат от обновяването на късната византийска архитектура. Стенописите са в стила от времето на династията на Палеолозите (т.нар. палеологов ренесанс) и са сред най-забележителните творби на прочутите солунски художници Михаил и Евтихий, работили в края на XIII и началото на XIV век.
В църквата „Свети Георги“ в Старо Нагоричане е погребан цар Михаил III Шишман, ранен в боя при Велбъжд на 28 юли 1330 г., и починал следствие от получените рани при падането си от коня.

### В Османската империя
През XVII век през Нагоричане минава Евлия Челеби и го отбелязва като „българско село“. В края на XIX век Старо Нагоричане е голямо чисто българско село. Според статистиката на Васил Кънчов („Македония. Етнография и статистика“) в 1900 година Старо Нагоричино има 1150 жители българи християни.
Според секретен доклад на българското консулство в Скопие 130 от 145 къщи в селото, които никога не са били екзархийски, през 1900 година преминават на страната на сръбската пропаганда в Македония.
В учебната 1907/1908 година според Йован Хадживасилевич в селото има патриаршистко училище.
В началото на XX век селата в района на Куманово са подложени на непрекъснати нападения на сръбски чети навлизащи безпроблемно през близката граница със Сърбия. С помощта на изпратени учители и свещеници, подкрепяни от сръбските чети, сръбската пропаганда си спечелва влияние в района. В редица села се появяват сърбомански семейства включително и в Старо Нагоричане. Според патриаршеския митрополит Фирмилиан в 1902 година в Старо Нагоричино има 141 сръбски патриаршистки къщи. По данни на секретаря на Българската екзархия Димитър Мишев („La Macédoine et sa Population Chrétienne“) в 1905 година в Старо Нагоричино има 160 българи екзархисти и 1200 българи патриаршисти сърбомани. В селото има българско и сръбско училище.

### В Сърбия, Югославия и Северна Македония
По време на Първата световна война Старо Нагоричани е център на община и има 1152 жители.
Според преброяването от 2002 година селото има 555 жители.
| Националност     | Всичко |
| северномакедонци | 101    |
| албанци          | 0      |
| турци            | 0      |
| роми             | 0      |
| власи            | 0      |
| сърби            | 452    |
| бошняци          | 0      |
| други            | 2      |

## Личности
Родени в Старо Нагоричани
- Богдан Божинов, български революционер, деец на ВМОРО, четник на Кръсто Лазаров в 1915 година, родом от Старо или Младо Нагоричане[8]
- Донко Трайков, български революционер, деец на ВМОРО, четник на Кръсто Лазаров в 1915 година, родом от Старо или Младо Нагоричане[8]
- Милан Станков, македоно-одрински опълченец, 1 рота на 9 велешка дружина, роден в Младо или Старо Нагоричане[9]
- Михаил Нагорички, български духовник от Старо или Младо Нагоричане
- Митре Българмицев (Даскал Митре), български просветен деец
- Петко Илиев (1886 – 1912), сърбомански четнически войвода
- Стоян Младенов, български революционер от ВМОРО, четник на Кочо Цонков[10]
- поп Христо Нагорички, български възрожденец, деец на Кумановската българска община от Старо или Младо Нагоричане[11]